# Storożnycia
Storożnycia (ukr. Сторожниця) – wieś na Ukrainie w rejonie użhorodzkim obwodu zakarpackiego, położona nad rzeką Uż.